# European Inventor Award
Шаблон:Премия
European Inventor Award (рус. Европейская премия изобретателей) — международная ежегодная награда, учреждённая Европейским патентным ведомством (EPO) в 2006 году. Премия присуждается изобретателям и исследователям за технические решения, оказавшие значительное влияние на экономику, экологию и повседневную жизнь.

## Общая информация
European Inventor Award считается одной из наиболее престижных наград в области инноваций в Европе. Она призвана подчеркнуть значение патентов и интеллектуальной собственности как инструмента продвижения технологий. За годы существования в числе финалистов и лауреатов были представители как научных кругов, так и малого и среднего бизнеса, крупной промышленности и государственных исследовательских центров.

## Категории
Награды вручаются в следующих номинациях:
- Промышленность — для внедрённых инноваций в рамках крупных корпораций;
- Малые и средние предприятия (МСП) — за разработки в малом и среднем бизнесе;
- Исследования — для учёных и научных учреждений;
- Non-EPO countries — для изобретателей из стран, не входящих в систему Европейского патентного ведомства;
- За жизненные достижения (Lifetime achievement) — за вклад за всю карьеру;
- Премия зрительских симпатий — определяется онлайн-голосованием;
- Young Inventors Prize — специальная категория для молодых инноваторов[2].

## Процедура отбора
Номинации подаются общественностью, патентными ведомствами и организациями. Лауреаты определяются международным жюри, в состав которого входят эксперты из разных стран. В процессе отбора учитываются оригинальность идеи, её социальная и экономическая значимость, а также эффект от реализации.

## Проведение церемонии
Церемония награждения ежегодно проходит в разных европейских городах: Париж, Мюнхен, Лиссабон, Вена и другие. В 2020 и 2021 годах мероприятие проводилось онлайн. Награждение сопровождается выступлениями лауреатов, демонстрацией проектов и широкой прессой.

## Освещение и значимость
Премия широко освещается в европейских и российских СМИ. Среди них — Федеральный институт промышленной собственности (ФИПС), Euronews и EuroPulse. Эксперты подчеркивают её значение для популяризации инноваций и усиления роли интеллектуальной собственности в экономике.